# Dūljak Khān-e Moḩammadābād
Dūljak Khān-e Moḩammadābād (persiska: دولجَك خانِ مُحَمَّد آباد) är en ort i Iran.   Den ligger i provinsen Qazvin, i den nordvästra delen av landet, 210 km nordväst om huvudstaden Teheran. Dūljak Khān-e Moḩammadābād ligger 552 meter över havet och antalet invånare är 116.
Terrängen runt Dūljak Khān-e Moḩammadābād är kuperad åt nordost, men åt sydväst är den bergig. Runt Dūljak Khān-e Moḩammadābād är det ganska glesbefolkat, med 29 invånare per kvadratkilometer. Närmaste större samhälle är Manjīl, 12,0 km nordost om Dūljak Khān-e Moḩammadābād. Trakten runt Dūljak Khān-e Moḩammadābād består i huvudsak av gräsmarker.